# Pływak żółtobrzeżek
Pływak żółtobrzeżek (Dytiscus marginalis) – duży, drapieżny gatunek chrząszcza przystosowany do życia w środowisku wodnym. Larwy osiągają rozmiar do 7 cm długości, postać dorosła do 3,5 cm. Spośród ponad 150 gatunków chrząszczy wodnych występujących w Polsce, jedynymi osiągającymi większe rozmiary osobnikami dorosłymi jest kałużnica czarnozielona i pływak szerokobrzeżek.

## Wygląd
Pływak żółtobrzeżek to duży chrząszcz o masywnym ciele. Ciało ma spłaszczone grzbietobrzusznie, o opływowym kształcie. Pokrywy skrzydłowe ma czarnobrązowe z żółtą obwódką (stąd nazwa! - marginalis - obramowany, obrzeżony). Nogi są wyraźnie podzielone na segmenty, jasnopomarańczowe. Dwie tylne kończyny ma najdłuższe, pokryte po bokach gęstymi szczecinkami pływnymi. Spód ciała jasny. Przedplecze ciemnobrązowe z jasną obwódką. Głowa ciemnozielona z trójkątnym znakiem, oczy czarne. Pływak posiada 9-11 segmentowe czułki. Rozwinięty aparat gębowy typu gryzącego.

## Dymorfizm płciowy

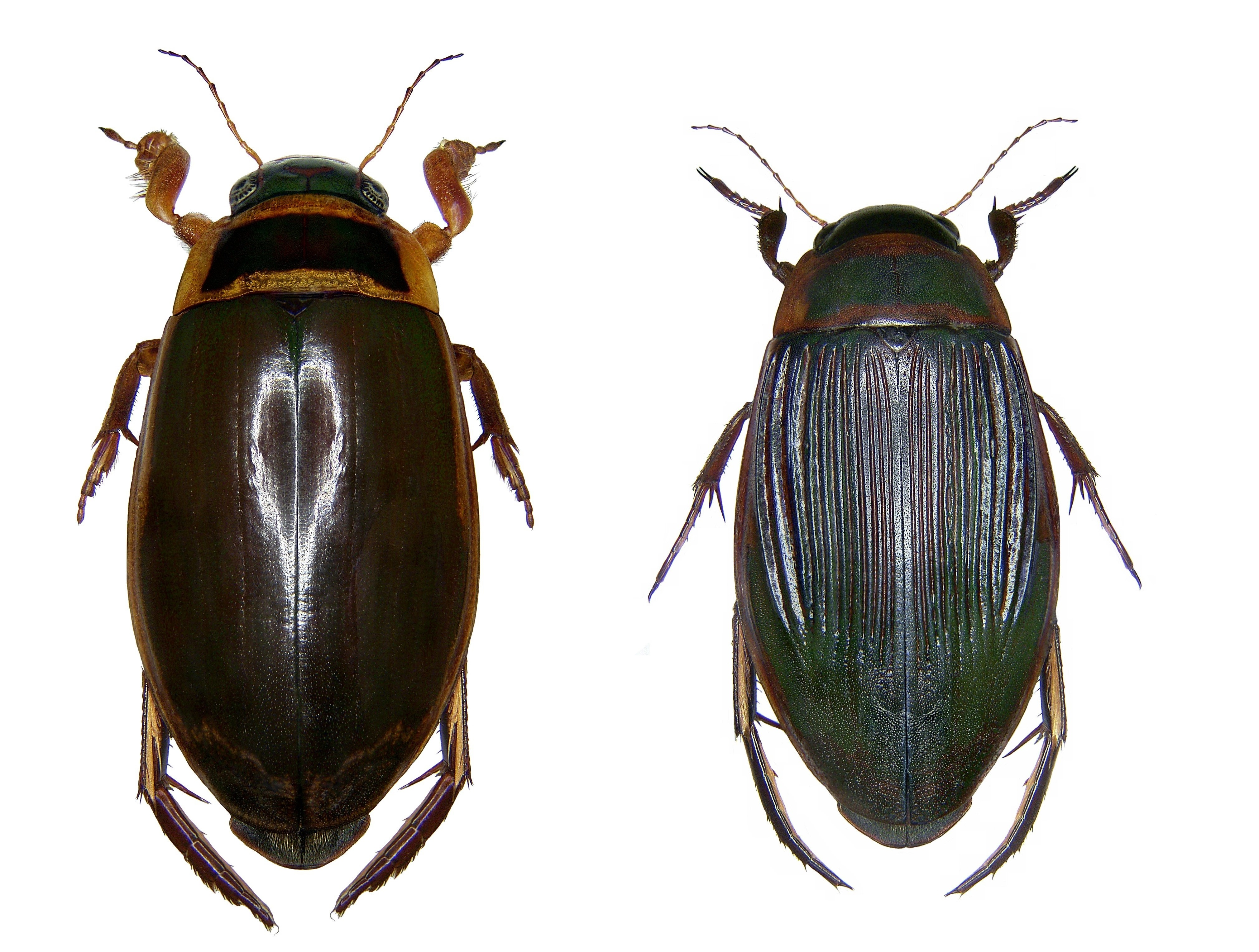
Dymorfizm płciowy, samiec-samica

Pływak żółtobrzeżek, podobnie jak większość pływakowatych, ma bardzo wyraźnie podkreślony dymorfizm płciowy. Pokrywy skrzydeł samców są gładkie i błyszczące, natomiast samice mają je szorstkie z licznymi pasami małych wgłębień (niekiedy zdarzają się samice z gładkimi pokrywami). Oprócz tego samce na przednich kończynach posiadają charakterystyczne przyssawki, służące do podtrzymywania samicy podczas kopulacji.

## Występowanie
Występuje w całej Europie oraz w Ameryce Północnej, w Japonii i na Kaukazie. 

## Biotop
W Europie pływak żółtobrzeżek jest jednym z najpospolitszych chrząszczy wodnych. W niektórych miejscach może występować bardzo licznie. Zamieszkuje głównie gęsto zarośnięte roślinnością wody stojące, czyli stawy, jeziorka, starorzecza, nawet bagna, większe kałuże i dość zanieczyszczone zbiorniki. Często zasiedla przydomowe oczka wodne. Szybko pojawia się w nowo powstałych zbiornikach (p. "Migrowanie"). W leśnych strumieniach i szybko płynących rzekach zwykle rzadki, preferuje wody stojące lub o wolnym prądzie. 

## Migrowanie
Pływak żółtobrzeżek, podobnie jak większość chrząszczy, jest wyposażony w skrzydła. Podczas pływania, skrzydła tylne, których używa do latania, ukryte są pod przednimi. Gdy np. wyschnie zbiornik wodny, owady te wyfruwają w poszukiwaniu nowego siedliska. Podczas lotu pływaki kierują się światłem słońca lub księżyca odbijanym od powierzchni wód, niekiedy wówczas zostają zmylone przez sztuczne światło, przez co można je znaleźć np. w sąsiedztwie lamp drogowych i latarni. 

## Oddychanie i sposób pływania
Pomimo podwodnego trybu życia, chrząszcze te oddychają powietrzem atmosferycznym. Będąc pod wodą przytrzymują je pod pokrywami skrzydłowymi. Co jakiś czas owad musi wypłynąć na powierzchnię wody, aby zaczerpnąć nowy zapas powietrza. Pływak przebywający pod wodą jest wypychany przez powietrze na powierzchnię, przez co gdy nie pływa aktywnie musi chwycić się np. rośliny lub dna. Owady te bardzo sprawnie i aktywnie pływają dzięki działającym jak wiosła tylnym odnóżom, wyposażonym w podobne do włosków szczecinki pławne. Silnymi ruchami tylnych nóg odpychają się od wody, osiągając nieraz sporą prędkość.

## Pożywienie
Pływaki żółtobrzeżki są drapieżnikami. Polują w wodzie. Żywią się owadami wodnymi, skorupiakami, mięczakami, niekiedy słabymi rybami, narybkiem czy kijankami. Rzadko zjadają też świeżą padlinę i owady opadłe na powierzchnię wody.

## Rozmnażanie i postać larwy
Pływaki zaczynają rozmnażać się wiosną. Samica składa jaja (łącznie około tysiąca) w tkankach roślin wodnych. W roślinach jaja są zabezpieczone przed drapieżnikami i zaopatrzone w tlen. Kilka dni po złożeniu wylęgają się maleńkie larwy. W początkowych fazach rozwoju mają małe żuwaczki i żywią się głównie małymi skorupiakami i larwami owadów. Po kilku miesiącach larwa jest już duża, osiąga nawet 7 cm długości i ma potężne żuwaczki. Jest w stanie upolować nawet ryby, żaby, kijanki czy traszki, lecz częściej żywi się owadami lub skorupiakami. Ofiara jest rozpuszczana przez enzymy trawienne i następnie "wysysana". Larwa ma na końcu odwłoka syfon oddechowy, który wystawia na powierzchnię wody aby zaczerpnąć powietrza. Rozwój trwa 4-6 miesięcy. Przepoczwarczenie następuje w komorze w ziemi na brzegu zbiornika. Dorosłe owady żyją około 2 lat.